# L'Adoració dels pastors (St.Domingo el Antiguo, Tipus-II)
L'adoració dels pastors, pintada per El Greco, i destinada a l'altar lateral de l'Evangeli, al Monestir de Santo Domingo el Antiguo, a Toledo, és una pintura a l'oli sobre llenç, realitzada entre 1577 i 1579. D'acord amb Harold Wethey, és el Tipus-II, dins dels cinc Tipus realitzats per aquest pintor i dedicats a aquesta temática, i està numerat amb el número 7 en el catàleg raonat realitzat per aquest crític.

## Temàtica de l'obra
En una memòria escrita en la Primavera de l'any 1577, El Greco es comprometia a realitzar sis obres de Pintura per un gran Retaule Central, y dues pintures més per a sengles Retaules Laterals menors, a l'Església del Convent de Santo Domingo el Antiguo, a Toledo.
L'assumpte dels dos Retaules Laterals seria l'inici i la fi del cicle iconogràfic de Jesús de Natzaret. D'acord amb aquest programa, el Retaule Lateral de l'Evangeli mostraria La Nativitat, on hi devia estar representat Jeroni d'Estridó. El Retaule Lateral de l'Epístola mostraria la La Resurrecció, on hi seria representat Sant Ildefons de Toledo.
Però de fet, en aquest conjunt El Greco no hi va representar una Nativitat stricto sensu, perquè en aquest obra hi apareixen vàries figures de mida gran, a més de la Sagrada Familia, la qual cosa la converteix en una Adoració dels pastors.

## Anàlisi de l'obra
Des d'un punt de vista formal, aquesta Tipologia de l'Adoració dels pastors, és la més equilibrada i la més italianitzant de totes les versions que va pintar el Greco a Espanya, la qual cosa no és sorprenent, tenint en compte la data de realització (1577-79). Des d'un punt de vista Intel·lectual també cal considerar-la com la Tipologia més elegant i la que té una realització més acurada.
Aquesta obra té un marcat aire venecià, amb influències de Ticià i Tintoretto, però també hom hi pot veure la influència de Correggio, Parmigianino i Michelangelo.
El nen Jesús presideix la composició, i d'Ell surt un potent halo lluminós. Al seu voltant hi ha San Josep, la Verge Maria, els pastors i altres personatges, la mula i el bou. A baix a la dreta, Jeroni d'Estridó porta a les mans una candela i les Escriptures, i mira vers l'espectador.
A la part superior hi ha representat un grup d'àngels amb un Filacteri. La inscripció en llengua grega va ser identificada per Manuel Bartolomé Cossío com: Evangeli segons Lluc, 2,14. ［Lc 2:14］

## Situació dins el conjunt
- Estava al Retaule Lateral, a l'esquerra de l'espectador.